# آگورا (فیلم)
آگورا (به انگلیسی: Agora) فیلمی اسپانیایی در سبک درام تاریخی محصول سال ۲۰۰۹ است که زندگی نامه هیپاتیا فیلسوف و ریاضی دان زن قرن چهارم میلادی را در اسکندریه روایت می‌کند. این فیلم را آلخاندرو آمنابار کارگردانی و ریچل وایس نقش هیپاتیا را بازی کرده است. فیلم روایتی است از تاریخ و نبرد علم و افراطیت و عشق.
این فیلم نخستین بار در بخش خارج از مسابقه شصت و دومین جشنواره فیلم کن به نمایش درآمد. آگورا در لفظ یونانی باستان به معنای مجلس یا محفل و مکان تجمع است.
همایون ارشادی بازیگر ایرانی در دومین تجربه بین‌المللی خود در این فیلم در نقش آسپاسیوس (برده یا غلام و همچنین همکار هیپاتیا در تبیین نظریات ستاره‌شناسی) بازی کرده‌است.

## داستان
این فیلم روایتی است از سرگذشت هیپاتیا، بانوی منجم، فیلسوف و ریاضی‌دان که در قرن چهارم بعد از میلاد در دوران حکومت روم بر این سرزمین می‌زیسته‌ است. او در کتابخانه اسکندریه تدریس می‌کند و در مورد نظریات علمی با شاگردانش بحث می‌کند. او تلاش می‌کند که بداند نظریات گذشتگان در مورد نظام خورشیدی و محور زمین درست بوده‌است یا نه. رابطه او با دو رقیب عشقی، یکی برده‌اش داووس (مکس مینگلا) و دیگری اشراف‌زاده‌ای به‌نام اریستس (اسکار آیزاک) است. اما اوضاع به آرامی به پیش نمی‌رود و اسکندریه به دام جنگ می‌افتد. جنگ‌هایی که گروه‌های افراطی و بنیادگرا به راه انداخته‌اند. داووس از سویی عاشق بانوی خود شده و از سویی دیگر می‌تواند با پیوستن به طغیان مسیحیان به آزادی برسد. در کنار داستان رمانتیک فیلم، داستان تاریخی نیز روایت می‌شود؛ داستان قدرت‌گیری مسیحیان و تسلط تعصب و جهل مذهبی بر خردورزی و دانش، که تصویری نمادین از کشمکش‌های ایدئولوژیک دوران معاصر را تداعی می‌کند. هیپاتیا که نماد علم ورزی و خرد است، تمام تلاش خود را می‌کند تا حداقل کتابخانه و آثار علمی را نجات دهد. اما قدرت تعصب و جهل، دروازه‌های محکم کتابخانه را فتح می‌کند و افراطیان تا آنجا پیش می‌روند که حکم قتل هیپاتیا را صادر می‌کنند…